# 별내동
별내동(別內洞)은 대한민국 경기도 남양주시의 법정동이자 행정동이다. 2011년 12월 22일 남양주시 조례 1006호에 의해, 별내면의 덕송리, 화접리 그리고 광전리 일부를 통폐합하여 신설되었다. 신설 당시 인구는 2700여 명이었으나, 2015년 1월 중 인구 5만 명을 돌파하였으며, 2018년 2월말 기준 69,358명으로 남양주시 7개의 동 가운데 인구가 가장 많으며, 16개 읍·면·동 가운데 4번째로 인구가 많다. 법정동과 행정동이 일치하는 지역이며, 남양주시의 책임읍면동 실시로 2017년 상반기에 별내동, 별내면의 책임동이 되었다.

## 연혁
- 1914년 4월 1일: 별비면 9개리와 내동면 3개리를 합하여 별내면이라 칭함.
- 2004년 12월 3일: 별내면 덕송리, 화접리, 광전리 일원이 택지개발예정지구로 지정됨.
- 2011년 10월 18일: 별내동 설치 승인(행정안전부)
- 2011년 12월 22일: 남양주시 조례 1006호에 의해 덕송리, 화접리를 통합하여 별내동 신설
- 2012년 1월 2일: 별내동주민센터 업무개시(택지개발지구내 수질복원센터 2층)
- 2012년 8월: 별내동 인구 1만명을 넘어섬.
- 2012년 11월 8일: 남양주시조례 제 1055호에 의해 통반 조정(26통 231반)
- 2013년 8월 5일: 별내동 주민센터 신청사 이전 및 업무개시
- 2015년 1월: 별내동 인구가 5만명을 넘어섬.
- 2015년 12월 14일: 별내동 인구 6만명 기록.
- 2017년 2월 6일: 별내동과 별내면을 관할하는 별내 행정복지센터가 개청하였다.[1]

## 교통

### 도로
고속도로
- 수도권제1순환고속도로

(구리시) ← 별내 나들목 → (의정부시)
- 세종포천고속도로

(서울특별시) ← 남별내 나들목 → (의정부시)

### 철도
- 한국철도공사
  - 경춘선 (● 수도권 전철 경춘선)

(구리시) ← 별내역 → (남양주시 퇴계원읍)
- 서울교통공사
  - 진접선 (■ 서울 지하철 4호선)

(서울특별시 노원구) ← 별내별가람역 → (남양주시 오남읍)

## 교육

### 초등학교
- 남양주덕송초등학교
- 한별초등학교
- 화접초등학교
- 남양주샛별초등학교
- 별가람초등학교

### 중학교
- 별가람중학교
- 한별중학교
- 화접중학교

### 고등학교
- 별내고등학교
- 별가람고등학교

## 공공기관
- 별내동 행정복지센터
- 별내파출소
- 별내119안전센터
- 수도권119특수구조대
- 별빛도서관
- 별내동우체국

## 문화
- 흥국사
- 구정남재묘역
- 별내카페거리
- 산들소리수목원
- 불암사